# Andreas Adam Hammarhelff
Andreas Adam Hammarhelff, född 8 maj 1625 i Nyköping, död 5 juli 1670 i Norrköping, var en svensk präst.

## Biografi
Hammarhelff föddes 8 maj 1625 i Nyköping. Han var son till hammarsmeden Göran Adam Hammarhelff och Anna. Hammarhelff blev 1643 student vid Åbo universitet Han prästvigdes 1652. Hammarhelff reste sedan till Riga. 9 september 1657 kallades han till Norrköping av Louis De Geer för att arbeta som kyrkoherde i Tyska församlingen. De Geer betalade också för han studier. Hammarhelff fick först 21 november 1661 fullmakt att bli kyrkoherde. 1666 gjorde han en resa till Livland dör att samla in pengar till byggnationen av den nya kyrkan. Han avled 5 juli 1670 i Norrköping och begravdes 17 juli samma år.

### Familj
Hammarhelff var gift med en kvinna. De fick tillsammans barnen Andreas Adam (1666-1672), Mårten Adam (född 1668) och Sigrid Catharina (död 1670).